# Acrobeloides apiculatus
Acrobeloides apiculatus är en rundmaskart. Acrobeloides apiculatus ingår i släktet Acrobeloides, och familjen Cephalobidae. Arten är reproducerande i Sverige.